# Carmen Electra

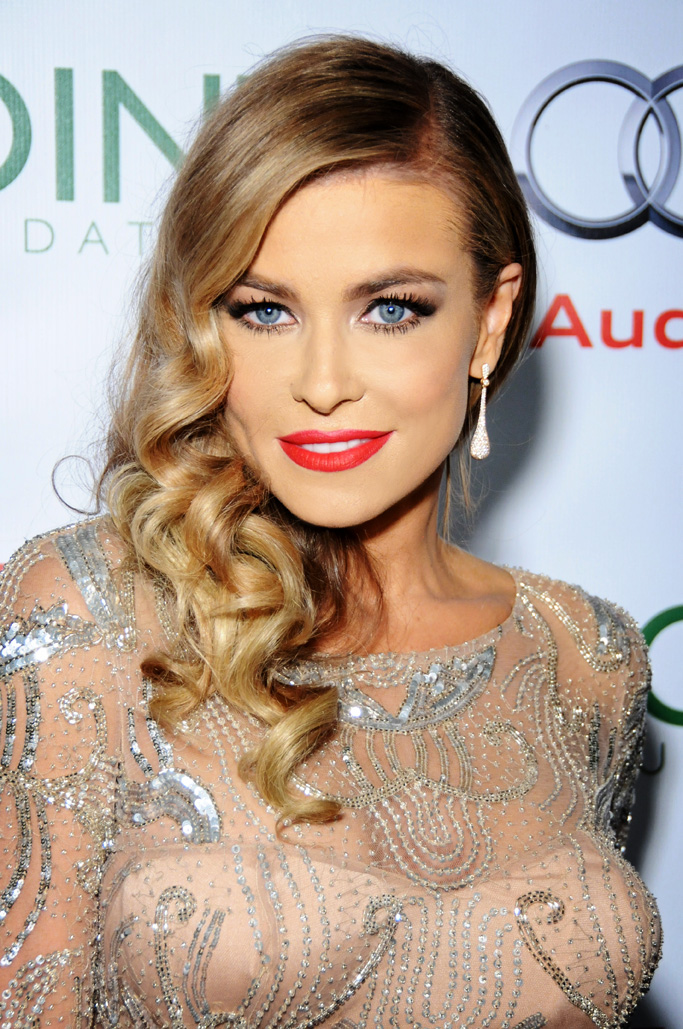
Carmen Electra (2013)

Carmen Electra (* 20. April 1972 in Sharonville, Ohio, eigentlich Tara Leigh Patrick) ist eine US-amerikanische Schauspielerin, Sängerin und Model.

## Werdegang
Electras Vorfahren waren Deutsche, Iren, Niederländer und Engländer. Sie war das jüngste von sechs Kindern und besuchte die Princeton High School in Sharonville. Später besuchte sie die Schauspielschule in Cincinnati. Den Namen „Carmen Electra“ bekam sie von Prince. Der Vater eines seiner Musiker hatte ihn 1991 in Los Angeles auf sie aufmerksam gemacht. 1992 veröffentlichte Prince sein Album Love Symbol, auf dem Electra mitwirkt. Außerdem bekam sie von ihm einen Vertrag für ein Soloalbum bei seinem Label Paisley Park Records; das 1993 veröffentlichte Album war jedoch nicht erfolgreich.

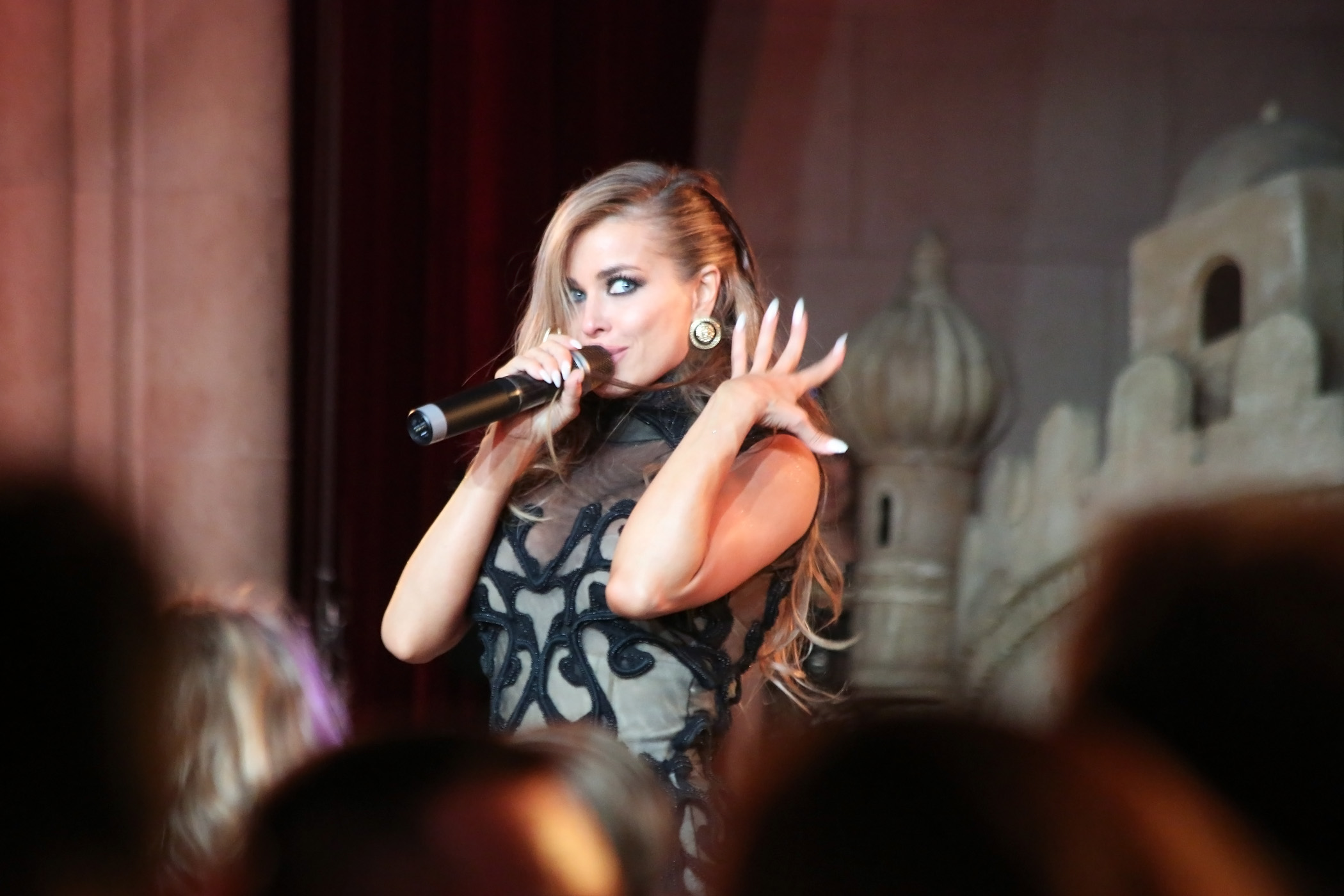
Konzert auf dem Life Ball 2013

Electra tanzte Anfang der 1990er Jahre zwei Jahre lang in einer Revue der Pussycat Dolls. 1996 posierte sie im Playboy Cheerleaders, im Jahr darauf drehte sie das Video Cheerleaders. 1997 verlief äußerst erfolgreich für Electra: Zu Jahresbeginn übernahm sie die Moderatoren-Rolle von Jenny McCarthy in der MTV-Show Singled Out. Die Nachfolge von Pamela Anderson in Baywatch verhalf ihr zum Durchbruch als Schauspielerin; im April unterschrieb sie einen Fünfjahresvertrag für Baywatch Nights. Zudem war sie in dem Film Good Burger zu sehen.
In der Filmkomödie Das sonderbare Liebesleben der Erdlinge (1999) spielte Electra eine der Hauptrollen. Im Jahr 2000 war sie in der Horror-Persiflage Scary Movie zu sehen. Sie ist auch im Musikvideo We Are All Made of Stars des Sängers Moby zu sehen. Im Februar 2006 war Electra beim jährlichen Wiener Opernball Gast von Richard Lugner.
Für ihre Rollen in Scary Movie 4 und Date Movie erhielt Electra eine Goldene Himbeere als schlechteste Nebendarstellerin 2007, zudem war sie für den Film Starsky & Hutch zusammen mit Ben Stiller für eine Goldene Himbeere nominiert.
Seit November 2009 moderiert Electra die Reality-Show Perfect Catch des Fernsehsenders E! Entertainment Television.

## Privatleben
Electra war vom 14. November 1998 bis zum 6. April 1999 mit dem Basketballspieler Dennis Rodman verheiratet. Anschließend ging sie eine kurzzeitige Liaison mit Mötley-Crüe-Schlagzeuger Tommy Lee ein. Am 22. November 2003 heirateten sie und der Musiker Dave Navarro, die Ehe wurde am 20. Februar 2007 geschieden.

## Filmografie (Auswahl)

### Filme
- 1997: Good Burger – Die total verrückte Burger-Bude (Good Burger)
- 1998: Raven Warrior (The Chosen One: Legend of the Raven)
- 1999: Das sonderbare Liebesleben der Erdlinge (The Mating Habits of the Earthbound Human)
- 1999: Vacanze di natale 2000
- 2000: Scary Movie
- 2001: Ran an die Braut (Get Over It)
- 2001: Sol Goode
- 2003: Uptown Girls – Eine Zicke kommt selten allein (Uptown Girls)
- 2003: Partyalarm – Finger weg von meiner Tochter (My Boss’s Daughter)
- 2004: Starsky & Hutch
- 2004: 30 Days Until I’m Famous – In 30 Tagen berühmt (30 Days Until I’m Famous, Fernsehfilm)
- 2005: Im Dutzend billiger 2 – Zwei Väter drehen durch (Cheaper by the Dozen 2)
- 2005: Dirty Love
- 2006: Scary Movie 4
- 2006: Date Movie
- 2006: American Dreamz – Alles nur Show (American Dreamz, spielt sich selbst)
- 2006: In der Hitze von L.A. (Hot Tamale)
- 2007: Fantastic Movie (Epic Movie)
- 2007: I Want Candy
- 2007: Chaos unterm Weihnachtsbaum (Christmas in Wonderland)
- 2007: Full of It – Lügen werden wahr (Full of It)
- 2008: Meine Frau, die Spartaner und ich (Meet the Spartans)
- 2008: Disaster Movie
- 2009: Oy Vey! My son is Gay!
- 2011: Mardi Gras: Spring Break (spielt sich selbst)
- 2012: 2-Headed Shark Attack
- 2014: Lap Dance – schnelles Geld hat seinen Preis
- 2015: Chocolate City
- 2015: Book of Fire

### Fernsehserien
- 1997–1998: Baywatch – Die Rettungsschwimmer von Malibu (Baywatch, 13 Folgen)
- 2004: Monk (Folge 3x02)
- 2005–2006: Joey (2 Folgen)
- 2005: Dr. House (Folge 1x21)
- 2006: American Dad (Folge 1x01)
- 2012: Suburgatory (Folge 2x20, spielt sich selbst)
- 2014: Franklin & Bash (Folge 4x07)
- 2014: The Birthday Boys (Folge 2x05)
- 2016: Jane the Virgin (Folge 3x07)